# Nederlandse Taalunie

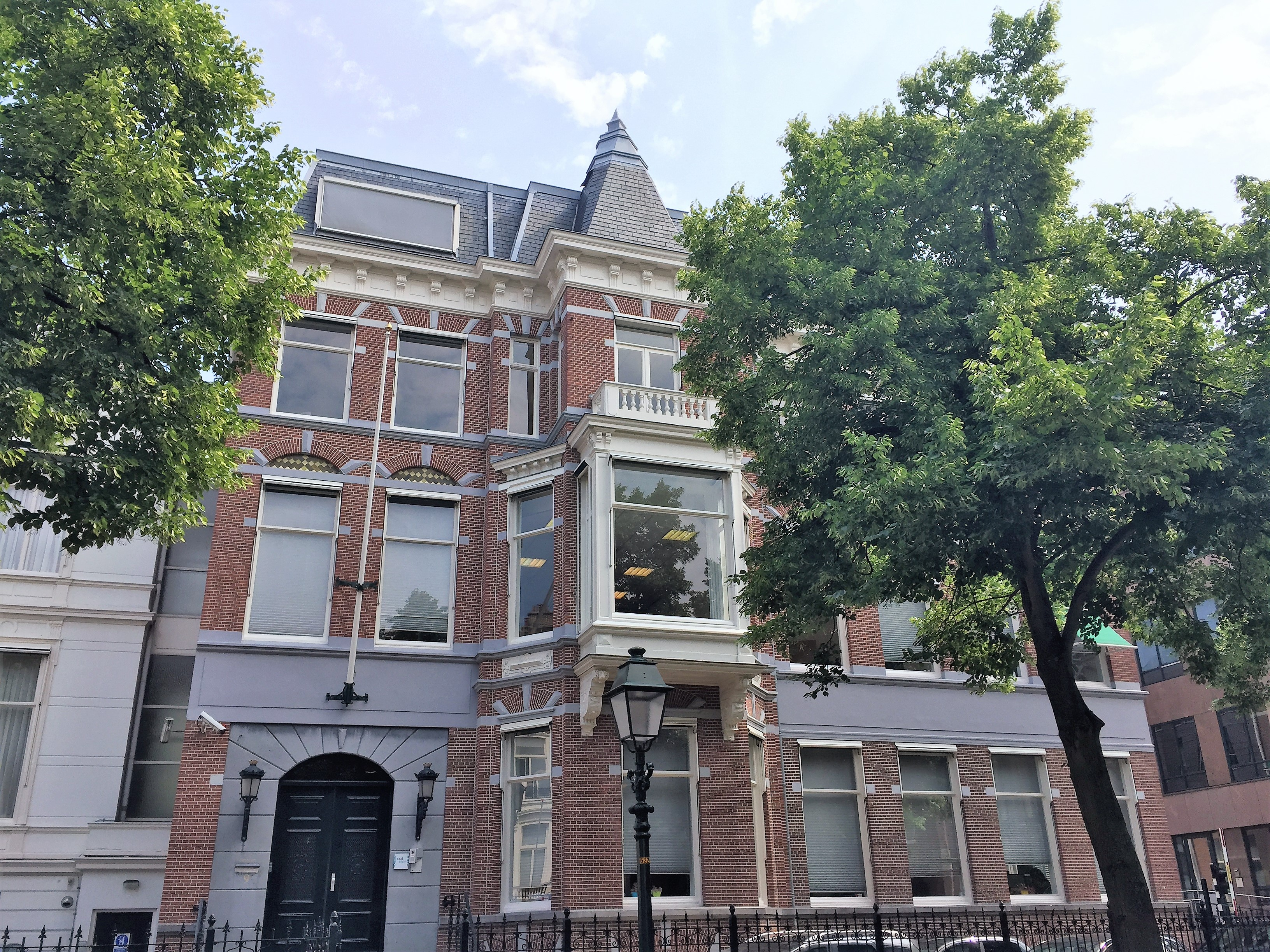
Büro in Den Haag

Die Taalunie (anhörenⓘ, niederländisch für Sprachunion), früher auch Nederlandse Taalunie, ist eine internationale amtliche Organisation der Niederlande, Flanderns inkl. der Region Brüssel-Hauptstadt (Belgien), Surinames sowie der drei karibischen Länder Aruba, Curaçao und Sint Maarten; sie befasst sich mit der niederländischen Sprache, dem Sprachunterricht und der Literatur.
Die Taalunie wurde am 9. September 1980 von den Niederlanden und Belgien gegründet; im Rahmen der Föderalisierung Belgiens wurde die flämische Regierung Träger. Seit 2004 ist Suriname assoziiertes Mitglied. Es bestehen Verbindungen zu Indonesien sowie, des nahverwandten Afrikaans wegen, zu Südafrika und Namibia.

## Aufgaben
Die Institution bemüht sich um die Integration der niederländischsprachigen Gemeinschaft auf Sprach- und Literaturebene im weitesten Sinne:
- eine einheitliche Rechtschreibung
- die gemeinsame Entwicklung aktueller Nachschlagewerke und anderer Hilfsmittel
- das Sammeln von Erfahrungen im Unterricht
- die Weiterbildung von Lehrern und Übersetzern
- Sprachenpolitik auf europäischer Ebene

Eine wichtige Aufgabe der Taalunie ist die Festlegung der offiziellen Rechtschreibung. Sie publiziert dazu die Woordenlijst Nederlandse Taal (Wörterverzeichnis Niederländische Sprache), häufig das Groene Boekje (Grünes Büchlein) genannt. Die Organisation beschäftigt sich auch mit der Unterstützung des Sprachunterrichts in den drei Ländern und im Ausland. Im Bereich Literatur kann das Verleihen des Prijs der Nederlandse Letteren (Preis der Niederländischen Literatur) genannt werden.

## Organe
- Ministerausschuss (Comité van Ministers)
- Interparlamentarische Kommission (Interparlementaire Commissie)
- Rat für die Niederländische Sprache und Literatur (Raad voor de Nederlandse Taal en Letteren)
- Allgemeines Sekretariat (Algemeen Secretariaat)

## Mitgliedschaft
Mitglieder
- Königreich der Niederlande (Gründungsmitglied, seit 2013 auch für die Karibischen Niederlande)
- Belgien (Gründungsmitglied, seit 1995 vertreten durch  Flandern)
- Suriname (seit 2005)

Assoziierte Mitglieder
- Niederländische Antillen (2007–2010)
- Aruba (seit 2011)

Privilegierte Partner
- Südafrika
- Indonesien